# Bergsköldspindel
Bergsköldspindel (Ceratinella major) är en spindelart som beskrevs av Kulczynski 1894. Bergsköldspindel ingår i släktet Ceratinella och familjen täckvävarspindlar. Enligt den svenska rödlistan är arten otillräckligt studerad i Sverige. Arten förekommer i Götaland. Artens livsmiljö är skogslandskap. Inga underarter finns listade.